# Blechnum rheophyticum
Blechnum rheophyticum là một loài thực vật có mạch trong họ Blechnaceae. Loài này được R.C. Moran mô tả khoa học đầu tiên năm 1995.